# Klemen Bauer
Klemen Bauer (* 9. Januar 1986 in Ljubljana, SR Slowenien, SFR Jugoslawien) ist ein ehemaliger slowenischer Biathlet.

## Karriere
Klemen Bauer betreibt seit 1996 Biathlon und gehört seit 2000 dem slowenischen Nationalkader an. Der Student aus Ihan nahm zwischen 2002 und 2007 an sechs Juniorenweltmeisterschaften teil. 2002 wurde der Athlet von SK Ihan mit der Staffel in Ridnaun Vierter, 2003 in Kościelisko Sechster. 2004 in Haute-Maurienne kam zum Bronze mit der Staffel auch die Silbermedaille im Sprint und Bronze im Einzel hinzu. 2005 gewann er in Kontiolahti eine weitere Silbermedaille im Sprint. 2006 in Presque Isle verpasste er in mehreren Rennen die Medaillen als Vierter und Fünfter nur knapp. 2007 in Martell gewann er noch einmal eine Bronzemedaille im Einzel.
Seit der Saison 2005/06 startet Bauer im Biathlon-Weltcup. Sein erstes Rennen bestritt er 2006 in Oberhof. Im Sprint wurde er 80., mit der Staffel 13. In Hochfilzen erreichte er mit einem fünften Rang mit der Staffel drei Jahre später sein bislang bestes Staffelergebnis. Höhepunkte Bauers Biathlonkarriere waren bislang die Teilnahme an den Olympischen Spielen 2006 in Turin mit Rang zehn in der Staffel als bestes Ergebnis und die Teilnahme an den Biathlon-Weltmeisterschaften 2007 in Antholz und 2008 in Östersund. In Antholz belegte er einen guten 31. Platz im Sprint. In der Mixed-Staffel verpasste er mit Teja Gregorin, Tadeja Brankovič und Janez Marič als Viertplatzierter eine Medaille nur knapp. Weniger gut waren die Ergebnisse 2008. Dennoch brachte die Saison 2007/08 einen großen Erfolg für Bauer. In Pyeongchang konnte er als Achtplatzierter in einem Sprintrennen erstmals unter die besten Zehn laufen. Klemen Bauer nahm an den Olympischen Winterspielen 2010 teil. Sein bestes Resultat war der vierte Platz im Sprint, in der anschließenden Verfolgung belegte er Platz neun. Mit der Staffel belegte er Rang 17. Bei den Slowenischen Meisterschaften im Biathlon 2010 gewann er nach 2009 erneut den Meistertitel.

## Statistiken

### Weltcupplatzierungen
Die Tabelle zeigt alle Platzierungen (je nach Austragungsjahr einschließlich Olympische Spiele und Weltmeisterschaften).
- 1.–3. Platz: Anzahl der Podiumsplatzierungen
- Top 10: Anzahl der Platzierungen unter den ersten zehn (einschließlich Podium)
- Punkteränge: Anzahl der Platzierungen innerhalb der Punkteränge (einschließlich Podium und Top 10)
- Starts: Anzahl gelaufener Rennen in der jeweiligen Disziplin
- Staffel: inklusive Mixed- und Single-Mixed-Staffeln

| Platzierung              | Einzel | Sprint | Verfolgung | Massenstart | Staffel | Gesamt |
| ------------------------ | ------ | ------ | ---------- | ----------- | ------- | ------ |
| 1. Platz                 |        |        |            |             |         |        |
| 2. Platz                 |        |        |            |             | 1       | 1      |
| 3. Platz                 |        |        |            |             |         |        |
| Top 10                   | 3      | 3      | 5          |             | 41      | 52     |
| Punkteränge              | 16     | 72     | 48         | 14          | 100     | 250    |
| Starts                   | 41     | 141    | 78         | 14          | 100     | 374    |
| Stand: 31. Dezember 2021 |        |        |            |             |         |        |

### Olympische Winterspiele
Ergebnisse bei Olympischen Winterspielen:
|                                             | Einzelwettbewerbe | Einzelwettbewerbe | Einzelwettbewerbe | Einzelwettbewerbe | Staffelwettbewerbe | Staffelwettbewerbe |
| Sprint                                      | Verfolgung        | Einzel            | Massenstart       | Herrenstaffel     | Mixedstaffel       |                    |
| ------------------------------------------- | ----------------- | ----------------- | ----------------- | ----------------- | ------------------ | ------------------ |
| Olympische Winterspiele 2006 \| Turin       | 69.               | –                 | 60.               | –                 | 10.                |                    |
| Olympische Winterspiele 2010 \| Vancouver   | 4.                | 9.                | 32.               | 28.               | 17.                |                    |
| Olympische Winterspiele 2014 \| Sotschi     | 26.               | 24.               | 51.               | –                 | 6.                 | –                  |
| Olympische Winterspiele 2018 \| Pyeongchang | 26.               | 24.               | 15.               | 20.               | 10.                | 14.                |

## Weblink
- Klemen Bauer in der Datenbank der IBU (englisch)

| Personendaten    | Personendaten                            |
| ---------------- | ---------------------------------------- |
| NAME             | Bauer, Klemen                            |
| KURZBESCHREIBUNG | slowenischer Biathlet                    |
| GEBURTSDATUM     | 9. Januar 1986                           |
| GEBURTSORT       | Ljubljana, SR Slowenien, SFR Jugoslawien |